# Matthieu Fontaine
Matthieu Fontaine est un footballeur français né le 9 avril 1987 à La Bassée. 
Il évolue au poste de défenseur central.

## Carrière
Formé à Lens, il rejoint Reims en professionnel à l'âge de 21 ans.